# Давид Гета
Пјер Давид Гета (фр. Pierre David Guetta; Париз, 7. јул. 1967) француски је хаус музичар и ди-џеј. Првобитно ди-џеј у ноћним клубовима током ’80-их и ’90-их година, Давид је основао Гам продакшонс (енгл. Gum Productions) и 2002. године издао свој први албум под називом Just a Little More Love. Касније је издао Guetta Blaster (2004) и Pop Life (2007). One Love, албум из 2009, укључује хит синглове When Love Takes Over (са Кели Роуланд), Gettin' Over You (са Крисом Вилисом, Ферги и LMFAO) и Sexy Chick (са Ејконом), од којих је последњи постао један од 5 највећих хитова у САД, а све три су постале #1 у Уједињеном Краљевству, а ту је и међународно познати сингл Memories (са Кидом Кадијем), који је ушао у топ 5 највећих хитова у многим државама. Гета је продао преко 3 милиона албума и 15 милиона синглова широм света. Године 2011. је изабран за ди-џеја број један у свету.

## Биографија

### 1984—2000: Младост и каријера
Са 19 година, Гета је почео да ради као ди-џеј у једном париском клубу. Прво је пуштао популарну музику, а онда је открио хаус музику, када је 1987. на радију чуо песму Фарлија Кејта. Године 1990. је, у сарадњи са репером Сиднијем Дутејлом снимио песму Nation Rap.
Средином '90-их је радио у клубовима попут Le Centrale, the Rex, Le Boy, и Folies Pigalle. Свој други сингл под називом Up & Away је снимио 1994. заједно са америчким хаус певачем Робертом Овенсом. Исте године је постао директор ноћног клуба Le Palace и наставио да организује журке.

### 2001—2006:и
2001. је Гета, заједно са Јоакимом Гараудом основао Гам продакшнс, и Гета је исте године снимио свој први хит сингл, Just a Little More Love, заједно са америчким певачем Крисом Вилисом. Упознали су се када је Вилис био на одмору у Француској. Гетин дебитујући албум, Just a Little More Love, издат је 2002. године (издавачка кућа Вирџин рекордс) и продат у више од 300.000 примерака. Праћен је сингловима Love Don't Let Me Go, People Come People Go и Give Me Something који су снимљени исте године. 2003. је објавио компилацију под називом Fuck Me I'm Famous, именованом након журке на Ибизи. Ова компилација је укључивала и Just for One Day (Heroes), ремикс песме Heroes Дејвида Боуиа. Током своје каријере, Гета је наставио да издаје компилације под истим називом.
Гетин други албум, Guetta Blaster, је објављен 2004. године. Између осталог, садржао је 4 сингла: Money и Stay са Крисом Вилисом, и The World Is Mine и In Love With Myself sa Џеј-Ди Дејвисом (енгл. JD Davis). Сингл Love Don't Let Me Go са албума Just a Little More Love је поново објављен као мешап Токадисковог (шп. DJ Tocadisco) ремикса песме Walking Away коју оригинално изводи британски бенд Ег (енгл. The Egg). Новонастали сингл је назван Love Don't Let Me Go (Walking Away) и постигао је већи успех него оригинална песма.

## Приватни живот
Давидов отац је угоститељ мароканско-јеврејског порекла, а мајка Бугарка белгијског порекла. Ожењен је Кети Гетом, са којом је 2012. прославио 20 година брака, но 2014. године се развео. Имају двоје деце.

## Награде и номинације
| Година | Награда                 | Категорија                               | Номиновано дело          | Резултат   |
| ------ | ----------------------- | ---------------------------------------- | ------------------------ | ---------- |
| 2006   | DJ Awards               | Најбољи хаус ди-џеј                      |                          | Номинација |
| 2007   | DJ Awards               | Најбољи међународни ди-џеј               |                          | Победа     |
| 2007   | DJ Awards               | Најбоља ноћ на Ибизи                     |                          | Победа     |
| 2007   | World Music Awards      | Најпродаванији светски ди-џеј            |                          | Победа     |
| 2007   | TMF Awards              | Најбољи денс наступ                      |                          | Номинација |
| 2008   | DJ Awards               | Најбољи хаус ди-џеј                      |                          | Победа     |
| 2008   | MTV Europe Music Awards | Најбољи француски извођач                |                          | Номинација |
| 2009   | DJ Awards               | Најбољи хаус ди-џеј                      |                          | Номинација |
| 2009   | DJ Magazine             | 100 најпопуларнијих ди-џејева            |                          | 3. место   |
| 2010   | Grammy Awards           | Песма године                             | (са The Black Eyed Peas) | Номинација |
| 2010   | Grammy Awards           | Најбоља денс песма                       | (са Кели Роуланд)        | Номинација |
| 2010   | Grammy Awards           | Најбољи ремикс                           | (са Кели Роуланд)        | Победа     |
| 2010   | Grammy Awards           | Најбољи електро/денс албум               |                          | Номинација |
| 2010   | World Music Awards      | Најбољи ди-џеј                           |                          | Победа     |
| 2010   | World Music Awards      | Најбољи продуцент                        |                          | Победа     |
| 2010   | World Music Awards      | Најпродаванији француски извођач         |                          | Победа     |
| 2010   | NRJ Music Awards        | Међународни албум године                 |                          | Победа     |
| 2010   | DJ Magazine             | 100 најпопуларнијих ди-џејева            |                          | 2. место   |
| 2011   | Grammy Awards           | Најбољи ремикс                           | (са Мадоном)             | Победа     |
| 2011   | MTV Europe Music Awards | Најбољи мушки извођач                    |                          | Номинација |
| 2011   | MTV Europe Music Awards | Најбољи француски извођач                |                          | Номинација |
| 2011   | DJ Magazine             | 100 најпопуларнијих ди-џејева (1. место) |                          | Победа     |
| 2012   | Brit Awards             | Међународни мушки соло певач             |                          | Номинација |
| 2012   | Grammy Awards           | Најбоља денс песма                       |Sunshine (са Avicii)              | Номинација |
| 2012   | Grammy Awards           | Најбољи електро/денс албум               |                          | Номинација |
| 2012   | Eska Music Awards       | Најбољи међународни извођач              |                          | Победа     |

## Дискографија
| Албуми |                         |
| Година | Назив албума            |
| 2002   | Just A Little More Love |
| 2004   | Guetta Blaster          |
| 2007   | Pop Life                |
| 2009   | One Love                |
| 2011   | Nothing But The Beat    |

| Компилације |                                   |
| Година      | Назив албума                      |
| 2003        | Fuck Me I'm Famous                |
| 2005        | Fuck Me I'm Famous Vol. 2         |
| 2006        | Fuck Me I'm Famous - Ibiza Mix 06 |
| 2008        | Fuck Me I'm Famous - Ibiza Mix 08 |
| 2009        | Fuck Me I'm Famous - Ibiza Mix 09 |

### Синглови
| Година | Назив сингла |
| 1994   |              |
| 2001   |              |
| 2002   |              |
| 2002   |              |
| 2003   |              |
| 2004   |              |
| 2004   |              |
| 2005   |              |
| 2005   |              |
| 2006   |              |
| 2006   |              |
| 2006   |              |
| 2007   |              |
| 2007   |              |
| 2007   |              |
| 2008   |              |
| 2008   |              |
| 2009   |              |
| 2009   |              |
| 2009   |              |
| 2009   |              |
| 2010   |              |
| 2010   |              |
| 2010   |              |
| 2011   |              |
| 2011   |              |
| 2011   |              |
| 2011   |              |
| 2011   |              |